# Assistance Bay
Die Assistance Bay (englisch für Unterstützungsbucht) ist eine kleine Bucht am Kopfende der Possession Bay an der Nordküste Südgeorgiens.
Der Name wurde ihr von Wissenschaftlern der britischen Discovery Investigations verliehen, die das Gebiet um die Bucht in den Jahren von 1926 bis 1930 kartierten.